# Valdecuenca
Valdecuenca ist ein Ort und eine Gemeinde (municipio) mit 28 Einwohnern (Stand: 2024) im Südwesten der Provinz Teruel in der Autonomen Region Aragonien im östlichen Zentralspanien. 

## Lage und Klima
Valdecuenca liegt im Süden des Iberischen Gebirges etwa 31 km (Fahrtstrecke) westsüdwestlich der Stadt Teruel in einer Höhe von ca. 1330 m. Das Klima ist gemäßigt bis warm; Regen (ca. 563 mm/Jahr) fällt übers Jahr verteilt.

## Bevölkerungsentwicklung
| Jahr      | 1970 | 1981 | 1991 | 2001 | 2011 | 2021 |
| Einwohner | 79   | 60   | 49   | 32   | 55   | 29   |

Die Mechanisierung der Landwirtschaft sowie die Aufgabe bäuerlicher Kleinbetriebe und der daraus resultierende Verlust an Arbeitsplätzen haben in der zweiten Hälfte des 20. Jahrhunderts zu einem deutlichen Bevölkerungsrückgang (Landflucht) geführt.

## Sehenswürdigkeiten
- Nikolauskirche
- Rochuskapelle
- Kapelle der Unbefleckten Empfängnis

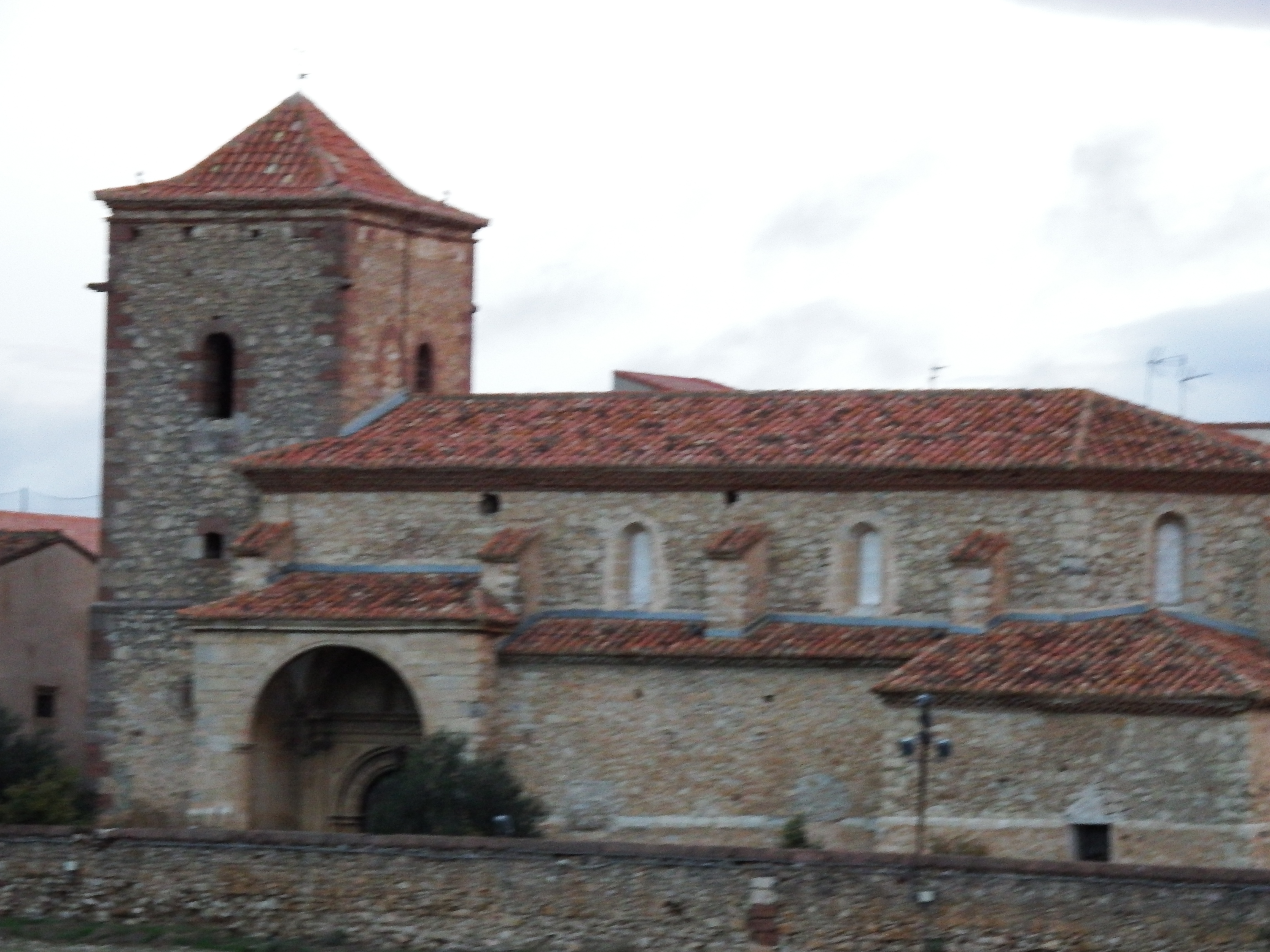
Nikolauskirche
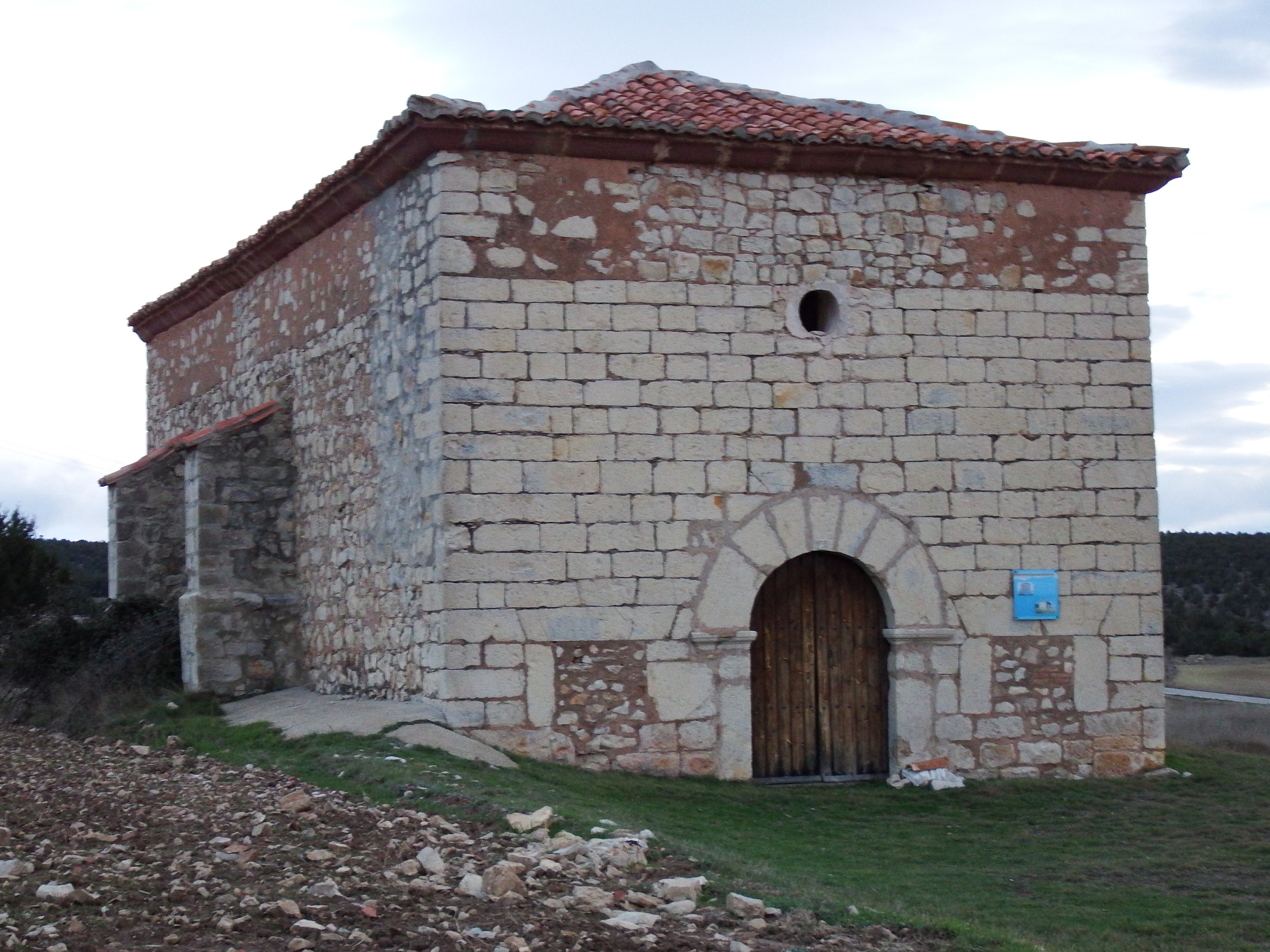
Kapelle der Unbefleckten Empfängnis
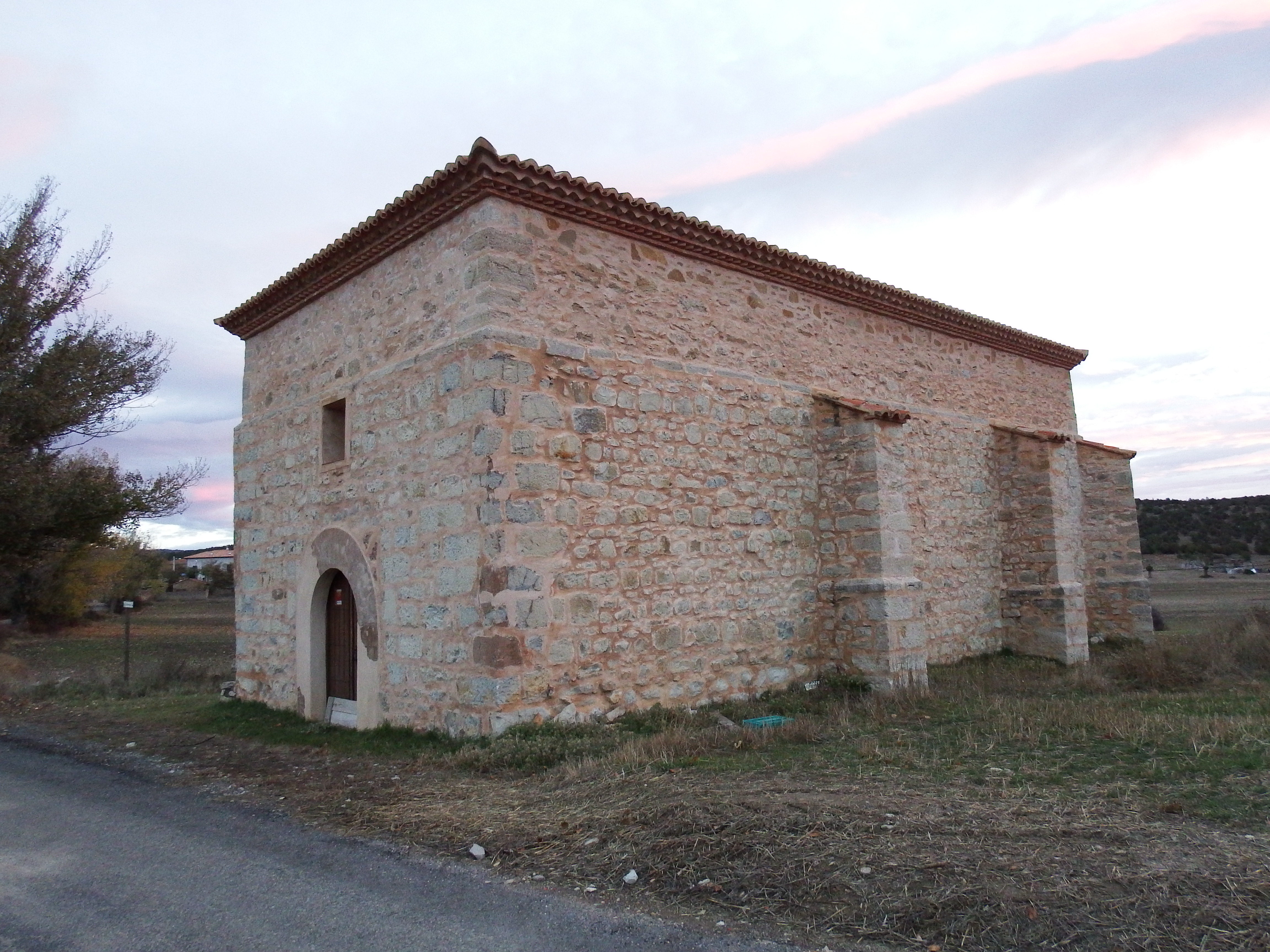
Rochuskapelle
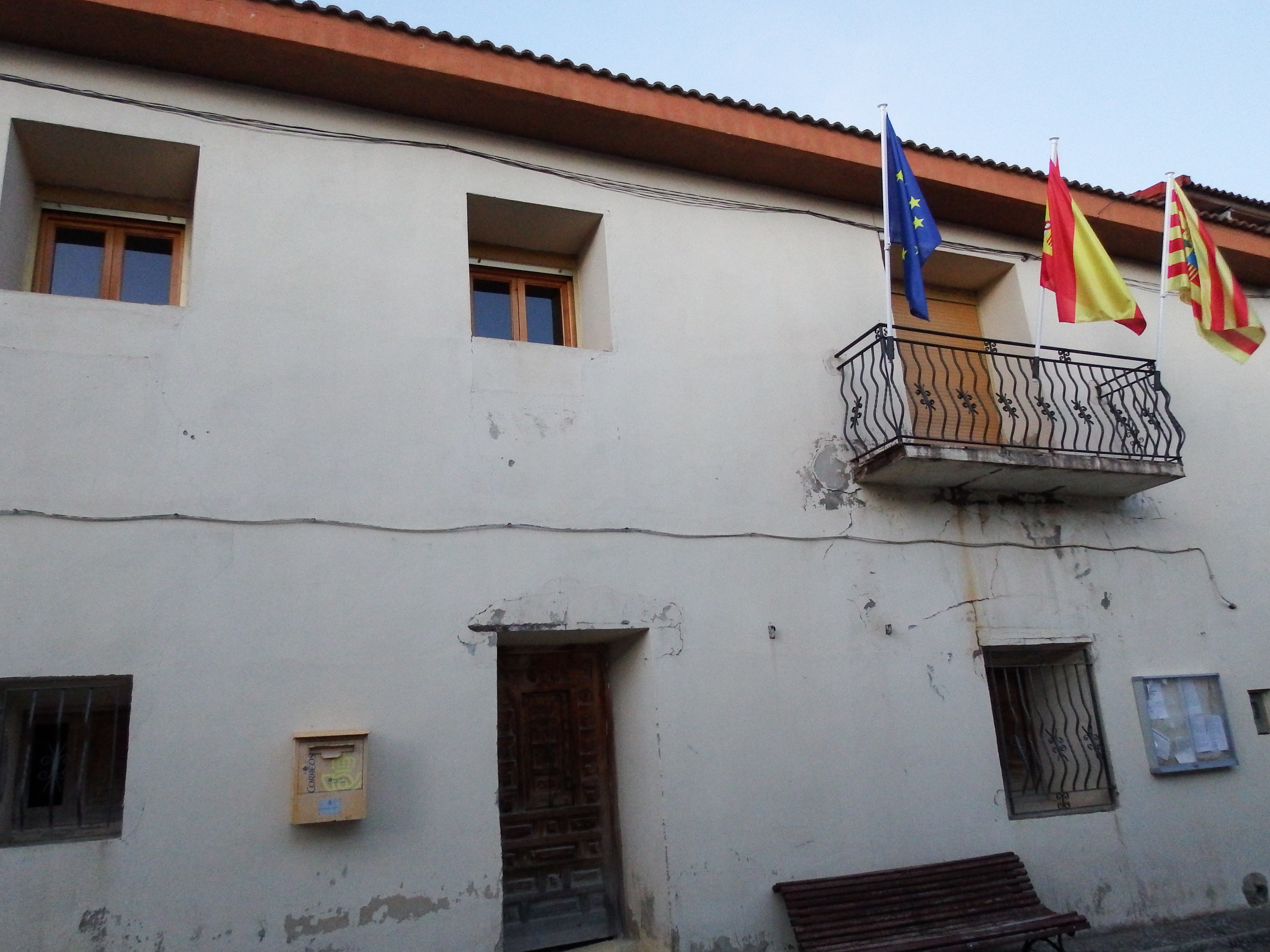
Rathaus